# Fayal Sport Club
Fayal Sport Club MHIH • MHM • OIP é um clube de futebol da cidade da Horta, na ilha do Faial, Açores, Portugal.
Na época desportiva de 2011/12 disputa o campeonato nacional da III Divisão, série Açores.

## História
Esta instituição desportiva, fundada a 2 de Fevereiro de 1909. É a 5.ª equipa mais antiga de Portugal, nascendo pela influência dos Ingleses que trabalhavam nas companhias cabo gráficas na Ilha do Faial. Nos primeiros cinquenta anos o Fayal Sport Club pugnava por ser uma equipa ecléctica praticando as seguintes modalidades: Pólo Aquático, remo, canoagem, ténis de campo e de mesa, voleibol, basquetebol, ciclismo, hóquei em patins, patinagem artística, atletismo e futebol.[carece de fontes?]
A 29 de Junho de 1959 foi feito Oficial da Ordem da Instrução Pública, a 5 de Abril de 1984 foi feito Membro-Honorário da Ordem do Mérito e a 8 de Junho de 2009 foi feito Membro-Honorário da Ordem do Infante D. Henrique.
Na época de 2006/07 demonstrando o ecletismo atrás descrito, o clube manteve as suas escolas de formação na área do futebol e do basquetebol com total de cerca de 300 atletas, o que para a ilha do Faial e dos Açores em geral é significativo.[carece de fontes?]
O Fayal Sport Club é um clube centenário o que vem dignificar todos aqueles que a partir de 2 de Fevereiro de 1909 contribuíram para o engrandecer e ao mesmo tempo "tecendo sonhos de glória" para toda a Ilha do Faial, dos Açores e de Portugal.[carece de fontes?]

## Futebol

### Histórico (inclui 07/08)
|                   | Nº Presenças | Títulos |
| ----------------- | ------------ | ------- |
| Temporadas na 1ª  | 0            |         |
| Temporadas na 2ª  | 0            |         |
| Temporadas na 2ªB | ??           |         |
| Temporadas na 3ª  | ??           |         |
| Taça de Portugal  | ??           |         |
| Taça da Liga      | 0            |         |

### Classificações
| Escalão                                             | 00/01 | 01/02 | 02/03 | 03/04 | 04/05 | 05/06 | 06/07 | 07/08 | 08/09 |
| --------------------------------------------------- | ----- | ----- | ----- | ----- | ----- | ----- | ----- | ----- | ----- |
| Liga BWin/Liga Zon-Sagres/Liga Sagres/Primeira Liga | -     | -     | -     | -     | -     | -     | -     | -     | -     |
| Liga Vitalis/Liga Orangina/Segunda Liga             | -     | -     | -     | -     | -     | -     | -     | -     |       |
| II Divisão                                          | -     | -     | -     | -     | -     | -     | -     | -     | -     |
| III Divisão                                         | -     | -     | -     | -     | -     | -     | -     | -     | -     |
| 1.º Escalão Distrital                               | -     | -     | -     |       | -     | -     | -     | -     | -     |
| 2.º Escalão Distrital                               | -     | -     | -     | -     | -     | -     | -     | -     | -     |
| 3.º Escalão Distrital                               | -     | -     | -     | -     | -     | -     | -     | -     | -     |

## Ligações Externas
- Página do clube